# Крупский, Антон
Антон Крупский (нем. Krupski Anton, пол. Antoni Krupski, 27 июля 1889, Шлайникон — 3 декабря 1948, Цюрих) — швейцарский ветеринар, профессор Цюрихский университета, доктор медицинских наук.

## Биография
Родился 27 июля 1889 года в Шлайниконе в кантоне Цюрих Швейцарии, воспитывался в патриотической католической семье, где его отцом был Станислав Крупский (1839—1904), гражданин Российской империи, активист польской организации изгнанников из Российской империи и заключенных, которые поселились в 1871 г. в Швейцарии[уточнить], после польского восстания в Российской империи. Происходили они из старинного шляхетского рода Крупских посёлка Гусаков на Украине. Станислава Крупского выслали в Сибирь в лагерь, но он смог сбежать оттуда в 1867 году и эмигрировать в Швейцарию. Некоторое время Станислав работал врачом в кантоне Ури, и был соучредителем польского национального музея в Рапперсвиле.
В 1902 году его семье была предоставлена официальная натурализация для получения гражданства Швейцарии в Шлайниконе.
Антон Крупский изучал ветеринарную медицину в Цюрихском университете, где он впервые получил диплом в области ветеринарной медицины (врач ветеринар), и в дальнейшем — учёную степень доктора медицинских наук. Среда провинциальной жизни его семьи в поселке Гусаков на Украине (тогдашней Российской империи) и воспоминания в семье повлияли на выбор его специальности.
После завершения медицинского образования Антон Крупский работал врачом на железнодорожном транспорте, и был политическим журналистом, связанным с польским национальным музеем в Раперсвиле.
В 1917 году защитил докторскую диссертацию.
Некоторое время он работал городским ветеринаром в городе Цюрихе, а потом посвятил себя научной работе на факультете ветеринарной медицины в Цюрихском университете, где впоследствии работал доцентом и профессором. Он руководил ветеринарной клиникой, и исследовал внутренние болезни животных. Его научные работы касались физиологии и патологии воспроизведения и болезней крупного рогатого скота.
В 1940—1945 годах окружал опекой интернированных в Швейцарию польских военных, а также работал в сотрудничестве с центрами ветеринарии в Польши после Второй мировой войны. Хотя Антон Крупський и стал гражданином Швейцарии, однако он оставался преданным Польше.
Умер 3 декабря 1948 года в Цюрихе.

## Научная деятельность
- Тема его докторской диссертации «О влиянии токсичных комбинаций бактерий» (нем. Über die Wirkung von Giftkombinationen auf Bakterien).
- Библиография научных трудов профессора Крупского Антони имеет десятки работ (в некоторых из них он был соавтором), большинство из которых опубликованы на страницах журнала «Швейцарский Архив ветеринарной медицины» (нем. Schweizer Archiv für Tierheilkunde).
- Но были и его публикации кроме Швейцарии в Австрии:

1. нем. Vergleichende Versuche über die Wirkung einiger gebräuchlicher Desinfektionsmittel,
2. нем. Kritische Bemerkungen zur Frage der Vorkommens der Riderfinne,
3. нем. Beiträge zur Pathologie der Sexualorgane des Rindes,
4. нем. Beiträge zur Phisiologie und Pathologie des endokrinen Systems,
5. нем. Beiträge zur Physiologie und Pathologie der Nierenfunktionen beim Pferd,
6. нем. Über akzidentelle Thymusinvolution beim Kalbe,
7. нем. Blutuntersuchungen bei Haustieren,
8. нем. Erythrocytenmobilisation beim Pferd.

## Личная жизнь и семья
Был одним из пионеров альпинизма.
Его старший брат Ладислаус Крупский (нем. Ladislaus Krupski), известный под псевдонимом «Ханнс Ин дер Ганд», — певец популярных швейцарских песен, коллекционер народной швейцарской песни и исследователь фольклора.
Потомки семьи Крупских живут Альтдорфе, Цюрихе, Давосе и Пюйи (кантон Во).